# Рух до соціалізму
Рух до соціалізму (ісп. Movimiento al Socialismo, MAS) — ліва соціалістична партія Болівії, заснована колишнім президентом Болівії Ево Моралесом 23 липня 1997 року.

## Вибори
На загальних виборах 2002 року партія була другою та здобула 27 зі 130 місць в Палаті депутатів та 8 із 27 місць у Сенаті.
На загальних виборах 2005 року партія здобула перемогу й отримала 72 зі 130 місць у Палаті депутатів та 12 із 27 місць у Сенаті.

## Ідеологія та позиції
MAS починався як рух на підтримку виробників коки. Як ідеологію рух висуває боліваріанізм, антикапіталізм та антиімперіалізм. Нині MAS виступає за рівність, права індіанських меншин, земельну й конституційну реформи, а також за націоналізацію ключових галузей промисловості.